# 144e régiment de chars
Pour les articles homonymes, voir 144e régiment et 144e brigade.
Le 144e régiment de chars (russe : 144-й танковый полк) est une unité blindée soviétique.
Elle est créée pendant la Seconde Guerre mondiale sous le nom de 144e brigade de chars (russe : 144-я танковая бригада), sans être engagée au combat. Transformée en régiment en 1945, elle fait partie de la 35e division mécanisée de la Garde puis après 1957 de la 21e division de chars de la Garde (en) (division renumérotée 13e en 1965) avant d'être dissoute en 1989.

## Historique

### Seconde Guerre mondiale
La 144e brigade de chars (2e formation) est créée le 2 juillet 1942 dans le district militaire de Moscou,. Unité de réserve, elle fait partie du camp d'entrainement de Kosteriovo et s'installe à la gare de Kosteriovo (ru).
En décembre 1943, le camp d'entrainement déménage à Malinovka dans l'oblast de Kharkov et est renommé camp d'entrainement de Kharkov puis rejoint Bobrouïsk où il est renommé camp d'entrainement de Biélorussie.

### Après-guerre
La 144e brigade de chars est transformée en novembre 1945 en 144e régiment de chars et d'automoteurs lourds, au sein de la 35e division mécanisée de la Garde,, division installée à Bolgrad dans le district militaire d'Odessa. En octobre-novembre 1956, le régiment participe à la répression de l'insurrection de Budapest, opération lors de laquelle il est subordonné à la 27e division mécanisée (en).
En décembre 1956, le régiment rejoint la 21e division de chars de la Garde (en),, puis est transformé en régiment de chars l'année suivante. Sa division est renommée 13e division de chars de la Garde en 1965. Le régiment stationne à Sárbogárd jusqu'à la dissolution de la 23e division de chars en 1989.